# San Francisco (Agusan del Sur)
Pour les articles homonymes, voir San Francisco (homonymie).
San Francisco est une municipalité de la province d'Agusan del Sur, aux Philippines.